# Ryōsuke Irie
Pour les articles homonymes, voir Irie.
Ryōsuke Irie (入江 陵介, Irie Ryōsuke, né le 24 janvier 1990 à Ōsaka) est un nageur japonais spécialiste des épreuves de dos (100 et 200 m).
Nageur au style atypique révélé précocement, il se distingue en 2009 en devenant vice-champion du monde de son épreuve fétiche, le 200 m dos. Plus tôt dans l'année, il avait battu le record du monde de cette épreuve mais ce temps n'avait pas été validé par la FINA. En pleine polémique sur l'utilisation de certaines combinaisons, il portait en effet une tenue non homologuée.

## Biographie
Spécialiste du 200 m dos, Ryōsuke Irie se révèle tôt à l'échelon national. Dès ses 15 ans en effet, il descend sous les 2 minutes à l'occasion des Championnats du Japon 2006 organisés à Tokyo. En 1 minute 59 secondes et 32 centièmes, il obtient même la médaille d'argent derrière le multiple médaillé international Tomomi Morita. L'année suivante, il grimpe une marche sur le podium et remporte le titre du 200 m en devançant Morita en 1 min 58 s 42. Entretemps, il s'est illustré pour la première fois sur la scène internationale en remportant la médaille d'or du 200 m dos lors des Jeux asiatiques de 2006 disputés à Doha. Il bat alors le record d'Asie en 1 min 58 s 85.
Début 2008, il bat une nouvelle fois son personnel du 200 m dos lors de l'Open du Japon en 1 min 56 s 33, le septième temps de l'histoire qui le révèle alors qu'il a à peine 18 ans. Quelques mois plus tard ont lieu les Jeux olympiques d'été de 2008. Les Championnats du Japon constituent l'étape obligatoire pour espérer les disputer ; deux nageurs peuvent se qualifier dans chaque épreuve. Sur 100 m dos, il termine troisième mais ne rate pas son épreuve fétiche du 200 m qu'il remporte en 1 min 57 s 33. Cette performance le qualifie pour les Jeux de Pékin où il fait figure d'outsider, d'autant plus après un nouveau record d'Asie réalisé au mois de juin. En effet, lors de l'Open du Japon, il nage un 200 m dos en 1 min 54 s 77. Aux Jeux, ce temps constitue le troisième temps des engagés à quelques dixièmes des Américains Aaron Peirsol et Ryan Lochte. Il se qualifie aisément en demi-finale puis en finale avec le quatrième temps global. Lors de la finale, il est quatrième à mi-parcours mais cède une place dans la deuxième moitié de course. Il termine donc cinquième en 1 min 55 s 72, à 79 centièmes de seconde du médaillé de bronze Arkady Vyatchanin tandis que les Américains Lochte et Peirsol réalisent le doublé.
Après l'année olympique, Ryōsuke Irie poursuit sa progression. Ainsi, quelques jours après son dix-neuvième anniversaire, en janvier 2009, il améliore le record d'Asie en 1 min 54 s 74, un bon temps dans l'optique des Championnats du monde prévus à Rome en juillet. Mais les mois précédant ces championnats sont marqués par des polémiques dues à l'apparition de combinaisons tout-polyuréthane. Irie en fait l'expérience lors du premier Duel in the Pool entre l'Australie et le Japon, en mai 2009 à Canberra. Alors vêtu d'une combinaison couvrant les jambes de dernière génération de la marque nippone Descente, il remporte l'épreuve en 1 minutes et 52,86 secondes. Ce temps constitue officieusement un nouveau record du monde. Cependant, la Fédération internationale de natation n'homologue pas ce record car Ryōsuke Irie ne portait pas une tenue validée. Le 19 mai 2009, la FINA publie en effet une liste des combinaisons autorisées où ne figure pas celle utilisée par le Japonais, l'Aquaforce Descente. À l'inverse, la Fédération japonaise de natation reconnaît en ce temps le nouveau record national, une performance plus rapide de 1 seconde et 8 centièmes que le record du monde officiel de l'Américain Ryan Lochte établi lors des Jeux de Pékin. Toujours lors du Duel in the Pool, il gagne le 100 m dos en 52 s 56 et échoue à deux centièmes de seconde du record du monde d'Aaron Peirsol. Face à la polémique, il s'affirme capable de battre ces records planétaires sans l'aide d'une combinaison non homologuée mais échoue dans ses tentatives en juin lors de l'Open du Japon (il les approche toutefois de quelques dixièmes).
Avant cette affaire, il avait assuré sa participation aux mondiaux dans deux épreuves puisque qualifié aussi bien sur 100 m que sur 200 m à la suite de sa deuxième place sur cette première épreuve lors des sélections nippones, derrière Junya Koga. Il porte à cette occasion son record personnel à 53 s 19. De même, lors de ces sélections japonaises, Irie avait déjà approché à huit centièmes le record du monde de Lochte, devenant le deuxième performeur de l'histoire.
Aux mondiaux, il participe tout d'abord au 100 m et se qualifie pour la finale avec le troisième temps des demi-finales. En finale cependant, il termine au pied du podium d'une course gagnée par son compatriote Koga devant l'Allemand Helge Meeuw et l'Espagnol Aschwin Wildeboer. Par la suite, il se qualifie aisément en finale du 200 m dos, où il ne peut lutter avec l'Américain Aaron Peirsol pour la victoire puisque ce dernier domine la course de bout en bout et bat le record du monde. Malgré la meilleure dernière longueur de bassin des finalistes, Irie termine deuxième en 1 min 52 s 51, améliorant ainsi son meilleur temps personnel absolu. Après cette première médaille aux championnats du monde, il enchaîne sans succès sur le 50 m dos, éliminé en demi-finale. La dernière épreuve est le relais 4 × 100 m quatre nages. Uniquement aligné au départ du relais japonais en séries, il améliore son record personnel en 52 s 50. En finale, l'équipe japonaise termine septième avec Koga pour nager le parcours en dos.

## Style
Ryōsuke Irie se caractérise par un physique plutôt frêle pour un nageur. En 2009, on évalue ainsi sa taille et sa masse à 1,77 m et 62 kg. Après les Jeux olympiques de Pékin, il améliore sa technique sous l'eau en particulier les ondulations aux départ et virages. Par ailleurs, l'entraîneur en chef de l'équipe japonaise Norimasa Hirai estime en 2009 que Irie n'a pas atteint ses limites techniques. Sa technique de nage se distingue cependant par une position très haute à la surface de l'eau.

## Palmarès

### Jeux olympiques
| Épreuve / Édition | Pékin 2008       | Londres 2012         |
| 100 m dos         | -                | Bronze 52 s 97       |
| 200 m dos         | 5e 1 min 55 s 72 | Argent 1 min 53 s 78 |
| 4 × 100 m 4 nages | -                | Argent 3 min 31 s 26 |

### Championnats du monde
| Épreuve / Édition | Grand bassin                     | Grand bassin         | Grand bassin         |
| Épreuve / Édition | Rome 2009                        | Shanghai 2011        | Barcelone 2013       |
| 50 m dos          | 10e temps en demi-finale 24 s 79 | -                    | -                    |
| 100 m dos         | 4e 52 s 73                       | Bronze 52 s 98       | 4e 53 s 29           |
| 200 m dos         | Argent 1 min 52 s 51             | Argent 1 min 54 s 11 | 4e 1 min 55 s 07     |
| 4 × 100 m 4 nages | 7e ne participe pas à la finale  | 4e 3 min 32 s 89     | Bronze 3 min 32 s 26 |

| Épreuve / Édition | Petit bassin   | Petit bassin                     | Petit bassin |
| Épreuve / Édition | Doha 2014      | Hangzhou 2018                    |              |
| 100 m dos         | Bronze 50 s 12 | 12e temps en demi-finale 50 s 45 |              |
| 4 × 100 m 4 nages | -              | Bronze 3 min 21 s 07             |              |

## Records

### Records personnels
Ces tableaux détaillent les records personnels de Ryōsuke Irie en grand bassin au 2 août 2009.
| Épreuve   | Temps         | Compétition                                                | Lieu         | Date       |
| 50 m dos  | 24 s 79       | Championnats du monde 2009 (demi-finales)                  | Rome, Italie | 01/08/2009 |
| 100 m dos | 52 s 50       | Championnats du monde 2009 (séries 4 × 100 m quatre nages) | Rome, Italie | 02/08/2009 |
| 200 m dos | 1 min 52 s 51 | Championnats du monde 2009                                 | Rome, Italie | 31/07/2009 |